# Törved

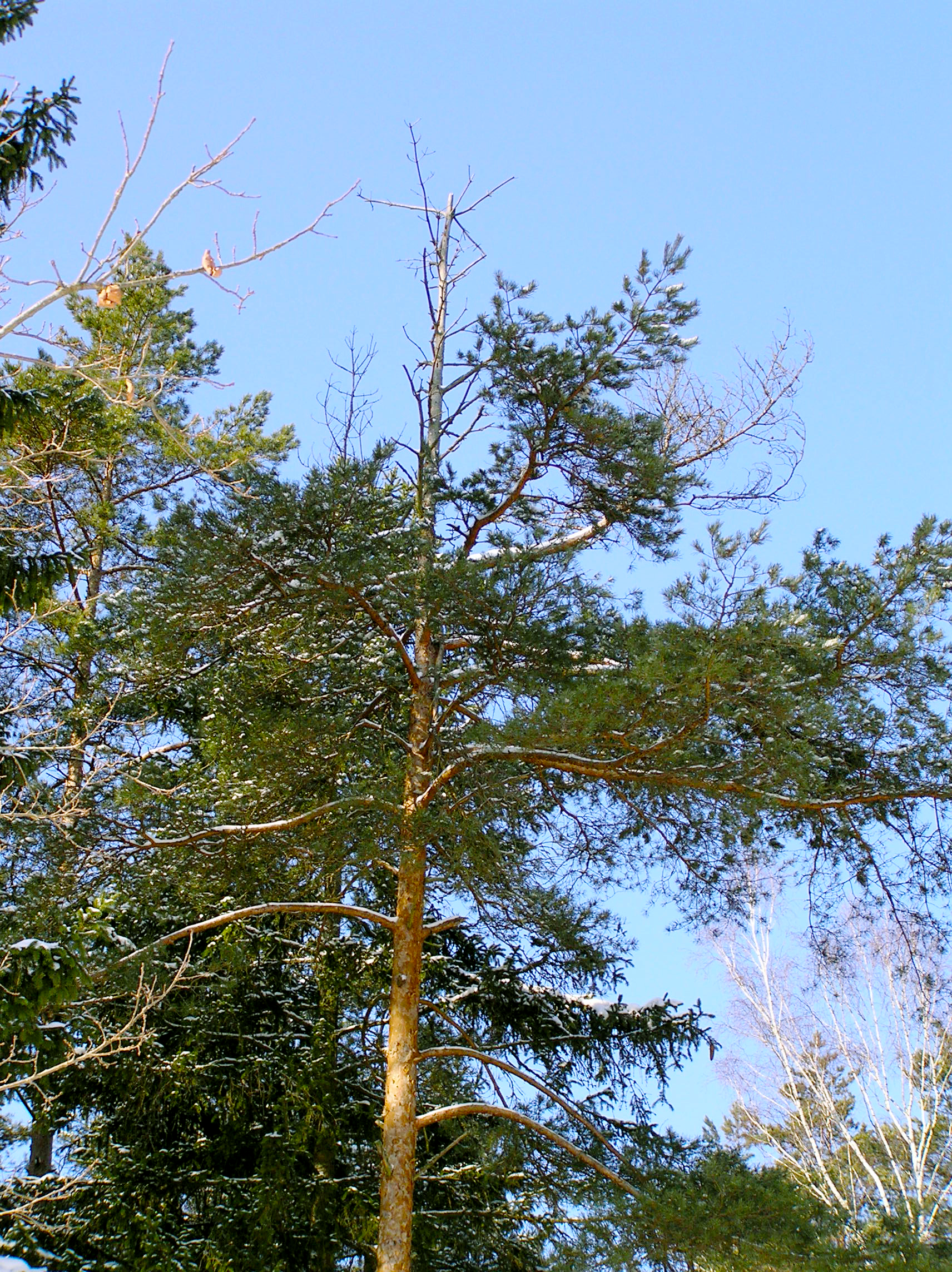
Törskate

Törved, töre, är kådrikt virke av tjärved som bildas i träd, oftast tallar, som följd av att de angrips av en rostsvamp, Cronartium flaccidum. Sjukdomen kallas törskate eller törskaterost. Den har ett långsamt förlopp (flera år) och leder till kraftig kådbildning i det angripna trädet. Ett vanligt tecken på törskatangrepp är att trädtoppen dör och blir en s.k. tjärgadd. Det orsakas av att svampen växer runt stammen och blockerar näringstillförseln till trädtoppen. Det kan också uppkomma "sår" på trädstammen och utan åtgärder kan hela trädet dö. Törved avskiljs vanligen i sågverk. Det kan användas som tändmaterial.